# Стриж (пистолет)
«Стриж» (экспортное наименование AF-1 Strike One) — бескурковый самозарядный пистолет, разработан итальяно-российской частной компанией Arsenal Firearms.

## История
В июне 2012 года вице-премьер правительства РФ Д. О. Рогозин сообщил, что пистолет «Стриж» будет принят на вооружение и заменит пистолеты ПМ и пистолеты Ярыгина в Российской армии.
В сентябре 2012 года главнокомандующий сухопутными войсками РФ генерал-полковник Владимир Чиркин сообщил, что «Стриж» планировалось ввести в Российскую армию как часть комплекта экипировки для солдат «Ратник», что объясняет потенциальную возможность принятия на вооружение «Стрижа» в будущем, однако он также заявил, что пока Российская армия не будет закупать «Стрижи» и пистолеты Макарова, а будут закуплены пистолет Сердюкова СР-1 «Гюрза» и пистолет Ярыгина.
12 октября 2012 года главный конструктор завода «Ижмаш» В. В. Злобин сообщил, что завод «Ижмаш» не будет изготавливать пистолет «Стриж».
28 ноября 2014 года стало известно, что пистолет «Стриж» не прошел государственные испытания в 2013 году в ЦНИИточмаш. По словам генерального директора института Дмитрия Семизорова, пистолет отказался работать уже на первых этапах испытаний.
На базе конструкции пистолета «Strike One» его разработчиками спроектирован пистолет «Type B», который впервые был показан на выставке IWA-2012. Ранее, в 2016 году, компания Arsenal Firearms представила прототипы пистолета под наименованием «Stryk» в полноразмерной («Stryk A») и компактной («Stryk B») версиях, но после слияния с Salient Arms International, являющейся подразделением Prime Manufacturing Group, на американском рынке компактный «Stryk B» получил приоритет за счёт большего интереса потребителей. С декабря 2017 года компания Arsenal Firearms из-за вероятности оспаривания прав на товарный знак сменила название в США на Archon Firearms. Выпускающийся в настоящее время пистолет «Stryk B» существенно отличается по внешнему виду от «Strike One». Помимо внешних отличий, «Stryk B» имеет сниженную массу затвора и ещё ряда деталей оружия, прицельные приспособления из стали, выступ затыльника рукоятки типа «Бобровый хвост», модернизированный УСМ «матчевого» типа и спусковой крючок новой формы. С переименованием компании изменили и название пистолета с «Stryk B» на «Type B». Производство пистолетов «Type B» осуществляется в Германии швейцарским военно-промышленным концерном RUAG.

## Описание
Разработчики пистолета Стриж постоянно консультировались с сотрудниками российских подразделений специального назначения. В результате многочисленных изменений и улучшений, внесённых в конструкцию, оружие обладает хорошими боевыми и эксплуатационными качествами.
Пистолет отличается тонким профилем пластиковой рамки, что делает оружие удобным и достаточно незаметным при скрытом ношении.
Автоматика пистолета использует систему Бергмана-Байарда: энергия отдачи при коротком ходе ствола вдоль продольной оси. Запирание ствола затвором обеспечивается их сцеплением промежуточным элементом — Y-образной личинкой. Личинка в нижней части имеет наклонный сквозной вырез, в который входит поперечный стержень фиксатора ствола. Личинка, в отличие от прилива, не соединена жёстко со стволом в вертикальном направлении, но сцеплена с ним в продольном направлении, входя в вертикальный паз на стволе и охватывая ствол с боков и снизу. При откате ствола снижается не ствол, а личинка, расцепляясь с затвором. Запирание ствола происходит при движении затвора вперед и поднятии личинки при взаимодействии её наклонного выреза со стержнем. Её внешние боевые упоры при этом входят в пазы в затворе.
При выстреле затвор движется назад и увлекает ствол за боевые упоры личинки в продольном направлении. При взаимодействии наклонного выреза со стержнем личинка снижается относительно ствола и затвора и её боевые упоры выходят из зацепления с внутренними пазами затвора. Ствол останавливается стальным вкладышем рамки. Затвор-кожух движется дальше, сжимая возвратную пружину и извлекая гильзу. При движении затвора вперед осуществляется досылание патрона в патронник и перемещение ствола. Запирающая личинка поднимается за счёт взаимодействия со стержнем и сцепляется боевыми упорами с затвором, жёстко запирая ствол.
Одним из самых главных преимуществ использованной системы запирания является прямолинейное движение ствола. В пистолете Стриж ствол не снижается, как у большинства современных пистолетов. Ствол разместили максимально низко, приблизив, насколько было возможно, центральную ось ствола к затыльнику рукоятки. Это, а также минимальная масса перемещающихся в вертикальной плоскости деталей, обеспечило минимальный подброс, быстрое повторное прицеливание после каждого выстрела и высокую кучность при скоростной стрельбе.
УСМ ударникового типа, одинарного действия, с частичным взведением ударника во время перемещения затвора-кожуха. Боевая пружина довзводится нажатием на спусковой крючок. Предохранители автоматические для ударника и спускового крючка. На левой стороне рамки расположен рычаг затворной задержки, впереди спусковой скобы — фиксатор ствола.
Продольный откат ствола и компактность ударникового УСМ позволяют разместить ось ствола близко к верхней части затыльника рукоятки. Однако близость стреляющей руки к затвору, например, при стрельбе с бедра, требует либо удлинить затыльник рамки, либо увеличить прилив от затыльника к рукоятке.
Расстояние от оси ствола до линии руки составляет 12 мм, расстояние от заднего среза ствола до затыльника рамы — 83 мм. По заявлению производителя, ресурс пистолета составляет 50 000 выстрелов.
Рамка пистолета имеет сменные затыльники рукоятки, что позволяет адаптировать оружие под руку владельца. Для удобства пользования владельцами с левой ведущей рукой пистолет Стриж снабжён двусторонней защелкой магазина.
Питание пистолета боеприпасами осуществляется из коробчатых двухрядных магазинов емкостью 17 или 30 патронов, с однорядным их выходом. Горловина окна магазина выполнена с наклонными внутренними поверхностями, за счёт чего присоединение нового магазина значительно упрощается и уменьшается время перезарядки оружия.
Внизу передней части рамки пистолета Стриж имеются направляющие планки Пикатинни, с помощью которых на оружие может быть установлено дополнительное оборудование (тактический фонарь, лазерный целеуказатель или блок наведения, совмещающий фонарь и лазерный целеуказатель).

## Сравнение
Как критерий сравнения был выбран подскок ствола при выстреле и, соответственно, время до возвращения ствола обратно на прицельную линию, с указанием размеров высоты последней. Для максимальной объективности стрельба производилась одним и тем же стрелком, и с применением одного и того же калибра патрона, 9×19 мм.
1. Стриж / Strike One = угол ствола при подскоке после выстрела — 10,0°,время на возвращение к прицельной линии — 214 миллисекунд, расстояние от оси ствола до верхней точки хвата (плечо отдачи) — 12 мм.
2. Glock 17 = угол ствола при подскоке после выстрела — 15,5°, время на возвращение к прицельной линии — 243 миллисекунды, плечо отдачи — 20 мм.
3. Beretta 90two[англ.] = угол ствола при подскоке после выстрела — 17,5°, время на возвращение к прицельной линии — 257 миллисекунд, плечо отдачи — 34 мм.
4. Beretta Px4 Compact = угол ствола при подскоке после выстрела — 16,5°, время на возвращение к прицельной линии — 276 миллисекунд, плечо отдачи — 34 мм.
5. Heckler & Koch USP Compact = угол ствола при подскоке после выстрела — 18,0°, время на возвращение к прицельной линии — 264 миллисекунд, плечо отдачи — 32 мм.
6. Tanfoglio Force[англ.] = угол ствола при подскоке после выстрела — 14,0°, время на возвращение к прицельной линии — 354 миллисекунд, плечо отдачи — 30 мм.
7. Beretta 98FS = угол ствола при подскоке после выстрела — 16,5°, время на возвращение к прицельной линии — 283 миллисекунды, плечо отдачи — 34 мм.
8. Caracal F = угол ствола при подскоке после выстрела — 17,5°, время на возвращение к прицельной линии — 214 миллисекунд, плечо отдачи — 18 мм.[8]

## Варианты и модификации
Пистолет «AF-1 Strike One», предназначенный для зарубежного рынка оружия, выпускается в Италии в четырёх калибрах — 9×19 мм, 9×21 мм IMI, .357 SIG и .40 S&W.
Пистолет «Стриж», созданный для России, выпускается только под патрон 9×19 мм, но в нём могут использоваться патроны повышенной пробиваемости российского производства 7Н21 и 7Н31, при том, что оружие с ними функционирует надёжно и безопасно.
Разработаны несколько модификаций пистолета:
- пистолет с возможностью установки глушителя[9]
- автоматический пистолет с возможностью ведения стрельбы очередями — в конструкции предусмотрен предохранитель-переводчик режимов огня с левой стороны рамки[9]
- пистолет-карабин с удлиненным до 300 мм стволом — на данный вариант пистолета могут быть установлены цевье с планками Пикатинни и приклад[9]